# Andrew Denison

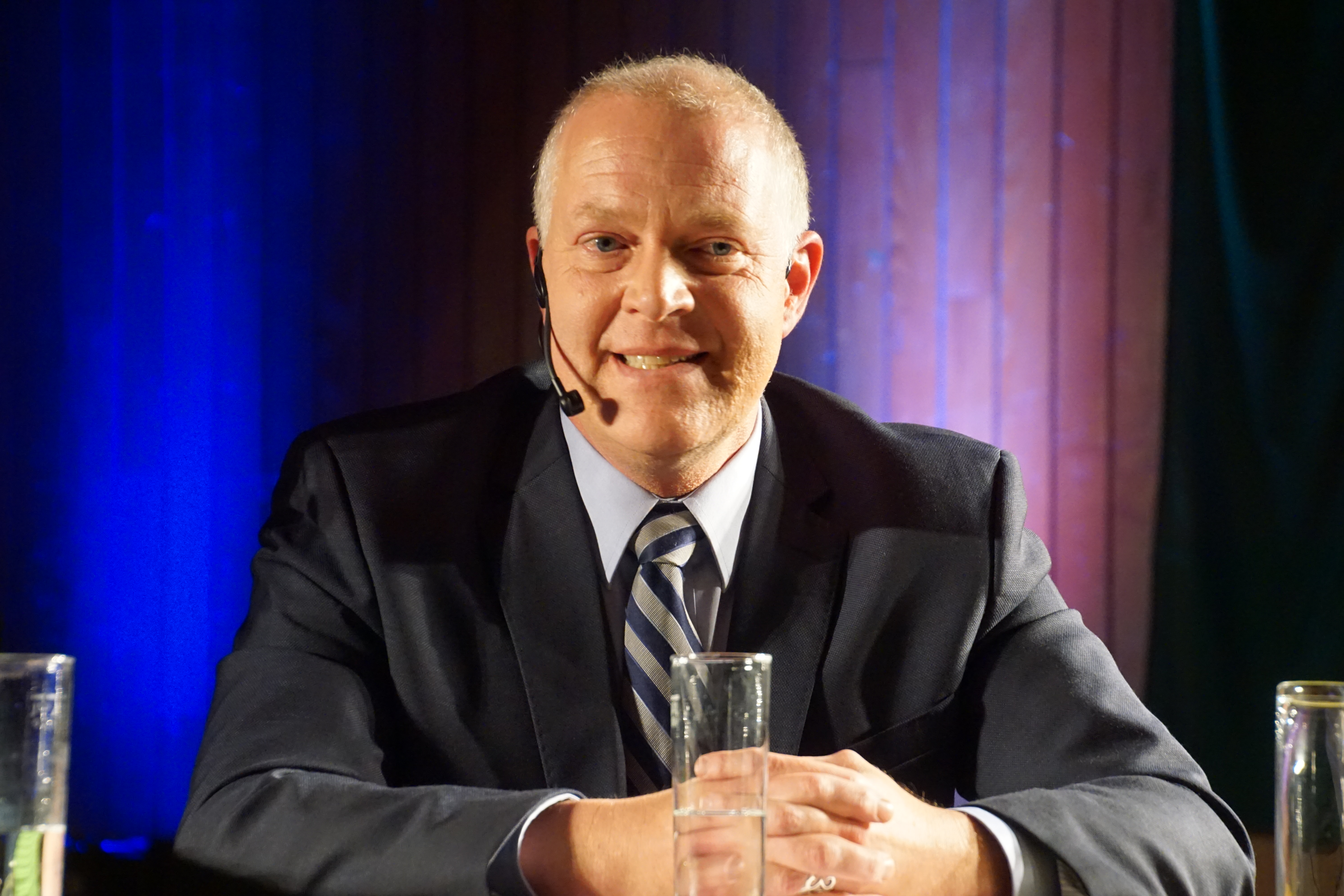
Andrew B. Denison (2017)

Andrew Blair Denison (* 1962 in Boulder, Colorado) ist ein US-amerikanischer, in Deutschland tätiger Politikwissenschaftler, Kommentator und Publizist. Er ist Direktor des Forschungsverbunds Transatlantic Networks.

## Werdegang
Denisons Familie kam 1967 aus Wyoming nach Deutschland. Sein Vater war Physiker bei der Max-Planck-Gesellschaft. 1969 ging die Familie aus Heidelberg zurück in die USA. 1978 kam Denison nach Zürich. 1982 kehrte er nach Wyoming zurück. Er befasste sich mit einem Forschungsprojekt über die Friedensbewegung. In seiner Heimat spielte er eine besondere Rolle in der Friedensbewegung, war aber auch Mitglied der Nationalgarde, was er selbst als „ein bisschen bipolar“ bezeichnete.
Denison erhielt im Jahr 1985 einen Bachelor-Abschluss an der University of Wyoming in International Studies und besuchte anschließend mit seiner späteren Ehefrau die Universität Hamburg, wo er 1988 ein Studium der Politikwissenschaft als Magister abschloss. Seine Abschlussarbeit behandelte die konventionelle Rüstungskontrolle in Europa. 1991 kam er mit einem Promotionsstipendium zur Friedrich-Ebert-Stiftung in Bonn und forschte zur Außen- und Sicherheitspolitik der SPD. 1995 wurde Denison an der Johns Hopkins University zu diesem Thema in European Studies promoviert. Ab 1995/96 arbeitete er für zwei Jahre an der Universität Bonn. Er übte Tätigkeiten als Autor und Wissenschaftler für das Institut für Strategische Analysen Bonn aus und leitete Seminare unter Karl Kaiser.
2003 schrieb er für die Bundeszentrale für politische Bildung einen Beitrag zu den Motiven der amerikanischen Irakpolitik.

## Transatlantic Networks
Seit 2001 leitet Denison sein Beratungsunternehmen Transatlantic Networks mit Sitz in Königswinter. Die Forschung des Zentrums beschäftigt sich unter anderem mit den Möglichkeiten und Grenzen einer Globalisierung der atlantischen Partnerschaft.

## Medientätigkeit
1992 wurde er anlässlich der Wahl Bill Clintons zum Präsidenten erstmals gebeten, die US-amerikanische Politik zu kommentieren. Als Kommentator für transatlantische Themen wird er häufig unter anderem in den öffentlich-rechtlichen Medien eingeladen, etwa im Fernsehen. So kommentierte er für die ARD-Tagesschau oder im ZDF-Morgenmagazin. Er war mehrfach zu Gast bei Anne Will, bei Maybrit Illner, bei Phoenix, beim Internationalen Frühschoppen sowie im WDR-Presseclub. Auch im Radio, etwa im Deutschlandfunk oder beim NDR wurde Denison des Öfteren eingeladen. Zudem schrieb er für Zeitschriften wie Cicero und The European und hielt Vorträge, etwa bei der Konrad-Adenauer-Stiftung zum Thema „Politik & Sicherheit: Weltmacht im Niedergang? Die Rolle der USA im 21. Jahrhundert“.

## Politische Positionen
2013 äußerte Denison, Edward Snowden sei nach amerikanischem Rechtsverständnis ein Verbrecher. In einer Demokratie gebe es Geheimnisse, wer diese verrate, könne im Gefängnis landen. Für Denison ist nicht die totale staatliche Kontrolle im Netz ein Problem, sondern die nicht funktionierende Aufsicht der staatlichen Überwachung.
Bei seinem Auftritt 2014 bei Anne Will vertrat Denison eine konservative US-hegemoniale Sichtweise. Die Außenpolitik der Europäischen Union kritisierte er in einem Beitrag für Cicero. In mehreren Interviews kritisierte er die Präsidentschaft von Donald Trump, der Amerika schade.
2015 verteidigte er die Abhörpraxis amerikanischer Geheimdienste in Deutschland und Europa: Auch wegen der amerikanischen Truppen und Nuklearwaffen in Deutschland müssten die USA alles abhören, was eine Bedrohung darstellen könnte.

## Privates
Denison ist verheiratet und hat zwei Söhne. Er lebt in Pleiserhohn, einem Ortsteil von Königswinter.